# Приорат (комарка)
Приорат (исп. Priorato, кат. Priorat) — район (комарка) в Испании, входит в провинцию Таррагона в составе автономного сообщества Каталония. 
Название района связано с тем, что с конца XII века до секуляризации 1835 года этими землями управлял глава картезианского приората (монастыря) Скала-Деи («Лестница Бога»).
Из винограда, выращенного на территории 12 муниципалитетов Приората, вырабатывается одно из лучших красных вин Испании. Подробнее см. Приорат (вино).

## Муниципалитеты
1. Бельмун-дель-Приорат
2. Ла-Бисбаль-де-Монсан
3. Кабасес
4. Капсанес
5. Корнуделья-де-Монсан
6. Фальсет
7. Ла-Фигера
8. Гратальопс
9. Эльс-Гиаметс
10. Эль-Льоа
11. Марса
12. Маргалеф
13. Эль-Масроч
14. Эль-Молар (Таррагона)
15. Ла-Морера-де-Монсан
16. Поболеда
17. Поррера
18. Прадель-де-ла-Тешета
19. Ла-Торре-де-Фонтаубелья
20. Торрожа-дель-Приорат
21. Ульдемолинс
22. Ла-Вилелья-Альта
23. Ла-Вилелья-Баша